# 第8通信大隊
第8通信大隊（だいはちつうしんだいたい、JGSDF 8th Signal Battalion）は、熊本県熊本市北区の北熊本駐屯地に駐屯する陸上自衛隊第8師団隷下のシステム通信科部隊である。第8通信大隊長は師団司令部の通信課長を兼任する。

## 沿革
第8通信隊
- 1956年（昭和31年）1月25日：第8混成団編成に伴い、第8通信隊として新編。

第8通信大隊
- 1962年（昭和37年）8月15日：第8混成団の第8師団への改編により、第8通信大隊に改編。
- 2005年（平成17年）3月28日：後方支援体制変換に伴い、整備部門を第8後方支援連隊第1整備大隊通信電子整備隊へ移管。
- 2015年（平成27年）3月    ：野外通信システム(FCNet)を導入。
- 2018年（平成30年）3月27日：当部隊と第4通信大隊、西部方面通信群の一部を統合し水陸機動団通信中隊を編成。

## 部隊編成
- 第8通信大隊本部
- 第8通信大隊本部付隊「8通-本」
- 第1通信中隊「8通-1」
- 第2通信中隊「8通-2」

## 整備支援部隊
- 第8後方支援連隊第1整備大隊通信電子整備隊「8後支‐1‐通」（北熊本駐屯地）：2005年（平成17年）3月28日から

## 主要装備
- 野外通信システム
- 師団通信システム
- 衛星単一通信可搬局装置 JMRC-C4
- 衛星単一通信携帯局装置 JPRC-C1
- 1/2tトラック / 73式小型トラック
- 1 1/2tトラック / 73式中型トラック
- 3 1/2tトラック / 73式大型トラック
- 89式5.56mm小銃